# بازشاپرک خال‌صورتی
بازشاپرک خال‌صورتی (نام علمی: Agrius cingulatus) نام یک گونه از تیره بازشاپرکان است. پهنای بال این گونه بید ۹/۵–۱۲سانتی‌متر است که یکی از بزرگ‌ترین گونه‌ها در خانواده بازشاپرکان به شمار می‌رود.
بدن این گونه به رنگ خاکستری-قهوه‌ای با خط‌های صورتی رنگ است. این گونه از شاپرک‌های شب‌زی محسوب می‌شود. تغذیه‌اش از شهد گل‌ها، پیچک و اطلسی‌های صورت می‌گیرد. لارو این گونه از سیب‌زمینی شیرین، تاتوره (سرده)، و دیگر گیاهان تغذیه می‌کند. این شاپرک‌ها از آفت‌های محصولات کشاورزی می‌باشند. پراکنش جهانی این گونه از شمال کانادا و جنوب آن تا پاتاگونیا و جزایر فالکلند است.

## نگارخانه

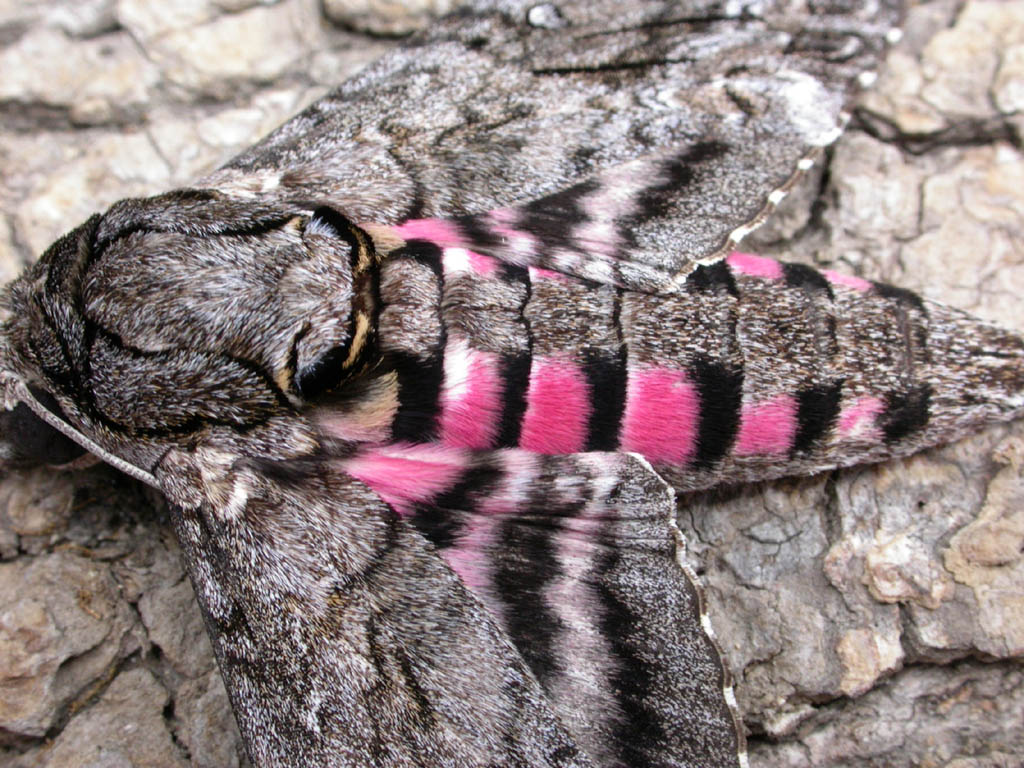
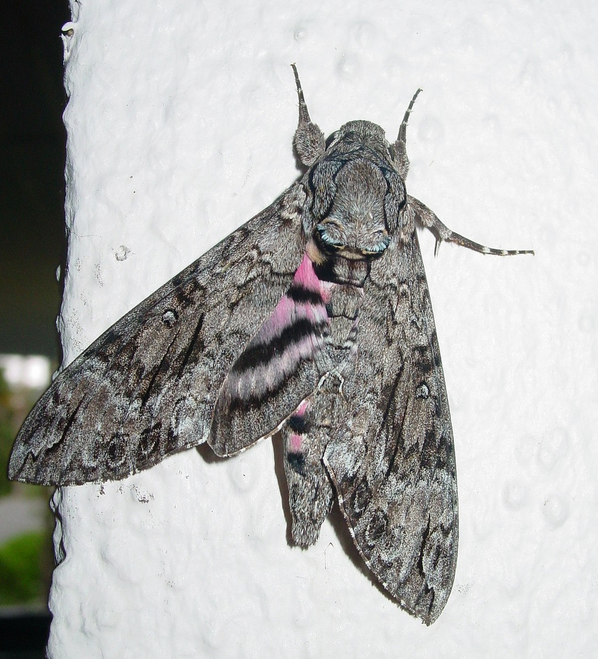
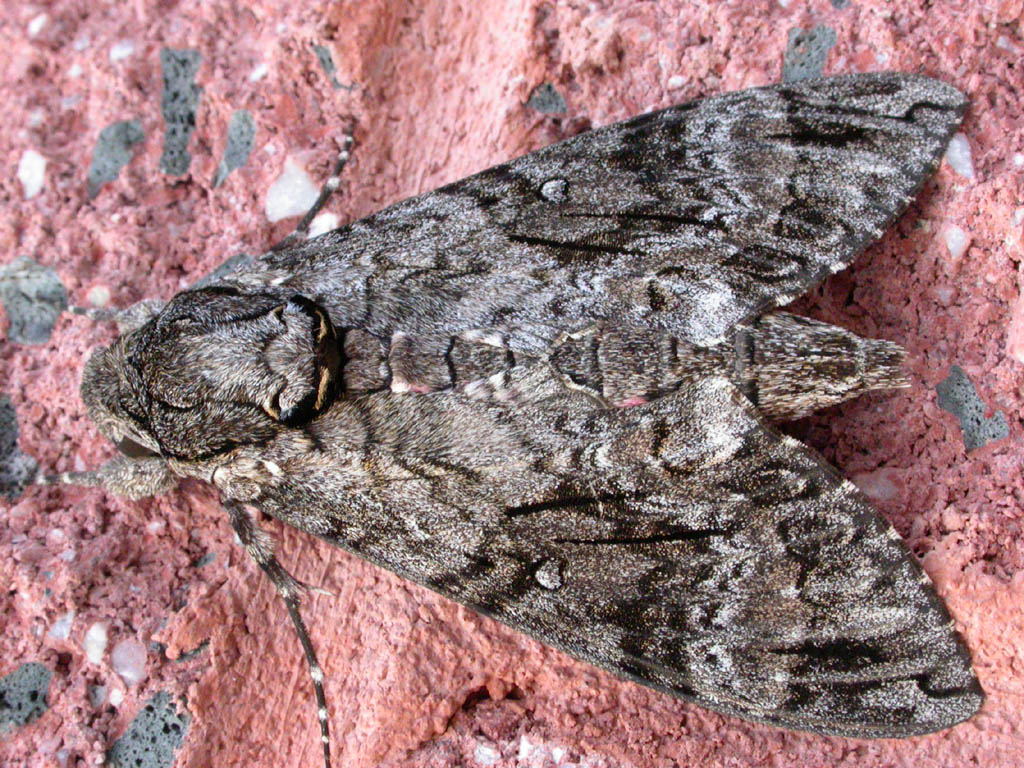
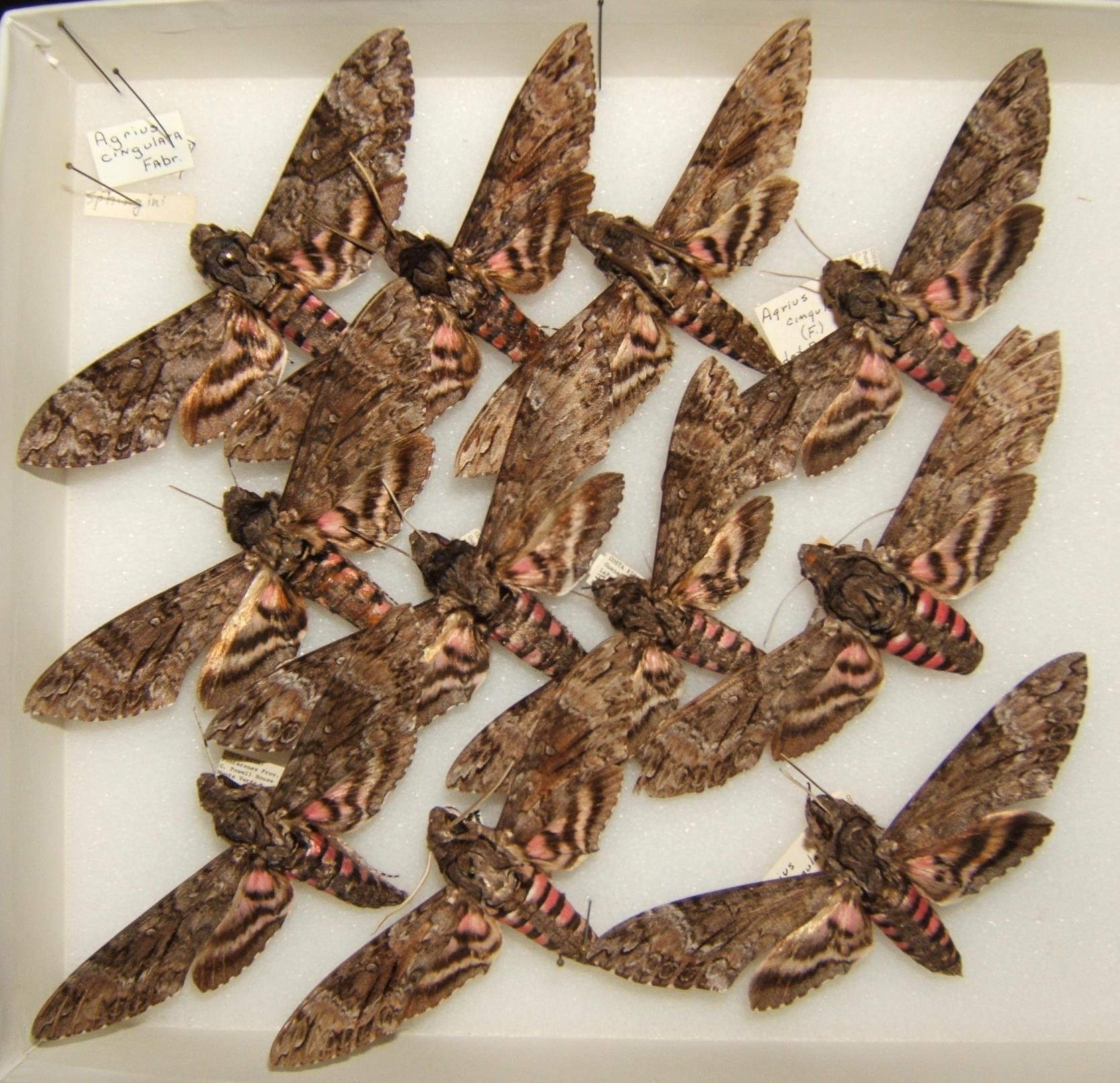
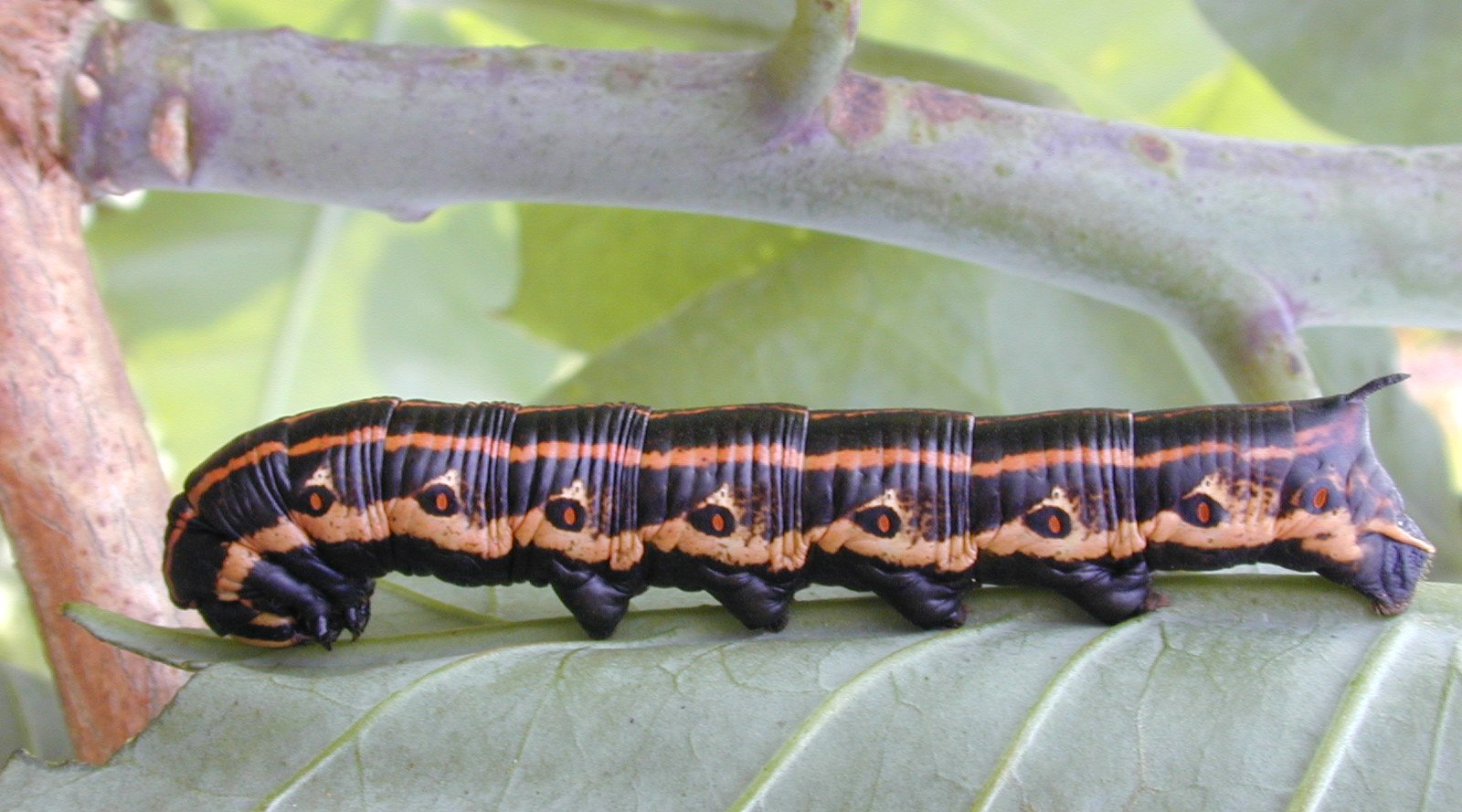